# Lely Resort
Lely Resort es un lugar designado por el censo ubicado en el condado de Collier en el estado estadounidense de Florida. En el Censo de 2010 tenía una población de 4.646 habitantes y una densidad poblacional de 339,36 personas por km².

## Geografía
Lely Resort se encuentra ubicado en las coordenadas 26°5′57″N 81°42′31″O / 26.09917, -81.70861. Según la Oficina del Censo de los Estados Unidos, Lely Resort tiene una superficie total de 13.69 km², de la cual 12.84 km² corresponden a tierra firme y (6.21%) 0.85 km² es agua.

## Demografía
Según el censo de 2010, había 4.646 personas residiendo en Lely Resort. La densidad de población era de 339,36 hab./km². De los 4.646 habitantes, Lely Resort estaba compuesto por el 77.53% blancos, el 13.62% eran afroamericanos, el 0.24% eran amerindios, el 0.6% eran asiáticos, el 0% eran isleños del Pacífico, el 6.37% eran de otras razas y el 1.64% pertenecían a dos o más razas. Del total de la población el 23.03% eran hispanos o latinos de cualquier raza.